# Adolf Wiklund (skidskytt)
Jakob Adolf Wiklund, född 19 december 1921 i Rossön, död 21 september 1970 i Frösön, var en svensk skidskytt som tävlade för F 4 IF i Östersund.
Wiklund blev historisk när han tog det allra första VM-guldet över 20 km när VM i skidskytte avgjordes 1958 i Saalfelden i Österrike. Wiklund åkte också den första sträckan för det svenska stafettlaget, tillsammans med Olle Gunneriusson, Sture Ohlin och Sven Nilsson, som vann den inofficiella stafetten. Vid Skidskytte-VM 1959 i Courmayeur i Italien kom Wiklund tillsammans med Sven Agge och Sture Ohlin tvåa i den inofficiella stafetten. Wiklund deltog även i de olympiska vinterspelen 1960 i Squaw Valley där han placerade sig på en 19:e plats.
Han valdes in Svenska skidskyttets Hall of Fame i september 2013.

### Fotnoter
1. ↑  Eva Danielsson (28 september 2013). ”Adolf Wiklund invald i skidskyttets Hall of Fame”. SVT Sport. https://www.svt.se/nyheter/lokalt/jamtland/adolf-wiklund-invald-i-skidskyttets-hall-of-fame. Läst 3 mars 2019.